# 미국정신의학회지
미국정신의학회지(The American Journal of Psychiatry)는 미국정신의학협회에 의해 매달 발행되는 의학 학술지이다. 1884년 창간되었다.

## 같이 보기
- 미국정신의학협회
- 정신질환 진단 및 통계 편람